# Zaï
Pour les articles homonymes, voir Zaï (homonymie).
La rivière Zaï (en russe : Зай ; en tatar : Зәй ou Zäy) est un cours d'eau du Tatarstan, en Russie, et un affluent gauche de la  Kama, donc un sous-affluent de la Volga.

## Géographie
Elle a une longueur de 270 km et draine un bassin de 5 020 km2.
La rivière Zaï prend sa source près de Mikhaïlovka, dans le raïon Leninogorski, au Tatarstan, et se jette dans la Kama à 7 km au sud-ouest de Nijnekamsk.
Les principaux affluents de la Zaï sont les rivières Mochkara, Karataï-Zaï, Oursala, Aktachka et Choumyshka.
Les villes de Zaïnsk, Almetievsk et Karabach, au Tatarstan, sont arrosées par la Zaï.